# Aéroport de Brest (Biélorussie)
L'aéroport de Brest  est en Biélorussie située dans le voblast de Brest, à 3 km de la ville de Brest.

## Situation

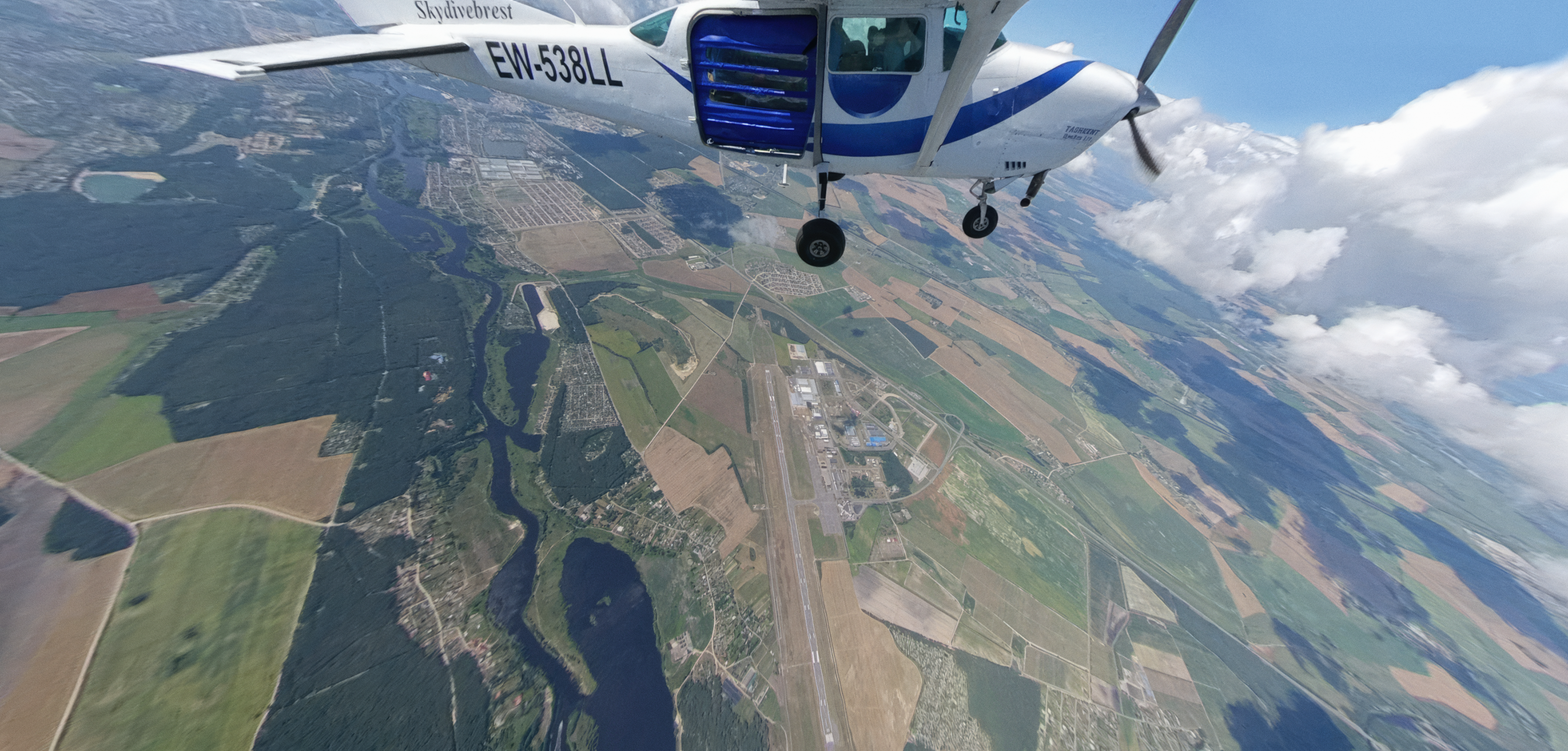
Sur une vue aérienne.

| Minsk-2 Orcha Brest Homiel · Gomel Hrodna · Grodno Mahiliow · Moguilev Zyabrovka Lida Baranavitchy Borovitsy Matchoulichtchi Chtchoutchyn |